# STS-32
STS-32 (englisch Space Transportation System) ist eine Missionsbezeichnung für das US-amerikanische Space Shuttle Columbia (OV-102) der NASA. Der Start erfolgte am 9. Januar 1990. Es war die 33. Space-Shuttle-Mission und der neunte Flug der Raumfähre Columbia.

## Mannschaft
- Daniel Brandenstein (3. Raumflug), Kommandant
- James Wetherbee (1. Raumflug), Pilot
- Bonnie Dunbar (2. Raumflug), Missionsspezialistin
- David Low (1. Raumflug), Missionsspezialist
- Marsha Ivins (1. Raumflug), Missionsspezialistin

## Missionsüberblick
Die 33. Space-Shuttle-Mission begann am 9. Januar 1990 um 12:35 UTC. Dies war der erste Start von Startrampe 39A seit dem Unglück der Raumfähre Challenger im Januar 1986. Seither wurden einige Änderungen an dieser Startrampe vorgenommen, um die Sicherheit für die Mannschaft zu erhöhen. Der Start war ursprünglich für den 18. Dezember 1989 geplant, musste jedoch um etwa drei Wochen verschoben werden, weil die letzten Arbeiten und Tests an der Rampe nur mit Verspätung durchgeführt werden konnten.

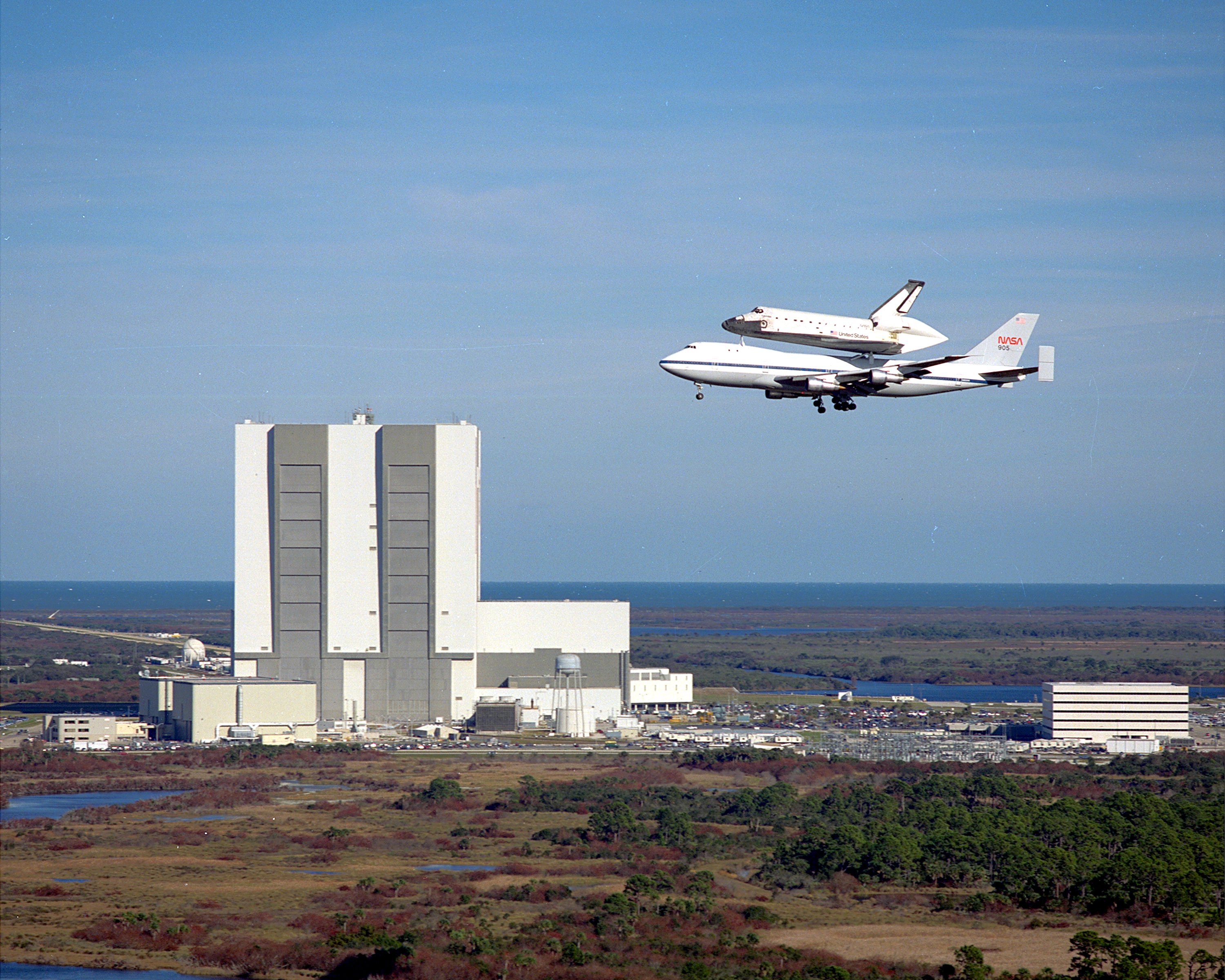
Ankunft der Columbia am KSC

Ziel der Mission war es, den militärischen Kommunikationssatelliten SYNCOM IV-F5 (auch als LEASAT 5 bekannt) auszusetzen und die Long Duration Exposure Facility (LDEF) der NASA mit Hilfe des Roboterarms einzufangen und zur Erde zurückzubringen. Diese Experimentierplattform war seit April 1984 im Orbit und enthielt über 50 Experimente. Eigentlich hätte die LDEF nur einen etwa zehnmonatigen Flug durchführen sollen, durch das Challenger-Unglück und die daraus resultierenden Verspätungen in Shuttleprogramm blieb die Plattform jedoch über fünf Jahre im All.
Die Missionsziele konnten von der Crew erfolgreich erfüllt werden, die Landung erfolgte am 20. Januar in Edwards AFB, Kalifornien. Die Columbia wurde später mittels eines Spezialflugzeuges, einer umgebauten 747-100 Shuttle Carrier Aircraft, nach Cape Canaveral, Florida zurücktransportiert. Die 747-100 mit der Columbia landete am 26. Januar um 21:30 UTC auf der Landebahn im Kennedy Space Center.